# Santiago De Ávila
Santiago De Ávila, vollständiger Name Santiago De Ávila De María, (* 27. September 1993 in Colonia del Sacramento) ist ein uruguayischer Fußballspieler.

## Karriere
Der 1,78 Meter große Defensivakteur De Ávila stand zu Beginn seiner Karriere mindestens seit der Clausura 2014 in Reihen von Plaza Colonia. In den Spielzeiten 2013/13 und 2014/15 kam er dort zu 21 Einsätzen in der Segunda División. Ein Tor schoss er nicht. Nach dem Aufstieg des Klubs wurde er in der Saison 2015/16 in 24 weiteren Ligaspielen der Primera División eingesetzt, erzielte einen Treffer und wurde mit dem Klub uruguayischer Vize-Meister. Anfang August 2016 wechselte er zum Club Atlético Torque. In der Zwischensaison 2016 lief er in neun Partien der zweithöchsten uruguayischen Spielklasse auf.